# Köksriket
Köksriket är en ekonomisk förening som drivs av 14 företag, alla med anknytning till köket, och fem kommuner. Det så kallade riket ligger i Skaraborg mellan Vänern och Vättern i en jordbruksbygd med en lång tradition av livsmedelsproduktion och hantverk.
Inom riket ryms mycket: köksleverantörer, vitvarutillverkare, porslins- och husgerådstillverkare samt hustillverkare, men även restauranger.